# Gábor A. Somorjai
Gabor A. Somorjai (né à Budapest (royaume de Hongrie) le 4 mai 1935 et mort le 7 juillet 2025) est un chimiste américano-magyar.
Il est professeur de chimie à l'université de Californie à Berkeley et un chercheur reconnu dans le domaine de la chimie des surfaces et de la catalyse, en particulier les effets catalytiques des surfaces métalliques sur les réactions en phase gazeuse (« catalyse hétérogène »).

## Jeunesse
Gábor Arpad Somorjai est né à Budapest en 1935 de parents juifs. Il est sauvé des nazis lorsque sa mère demande l'aide de Raoul Wallenberg en 1944. Il délivre des passeports suédois à la mère de Somorjai, lui et sa sœur, les sauvant ainsi des camps de la mort nazis. Même si le père de Somorjai se retrouve dans les camps, il a la chance de survivre, mais de nombreux membres de la famille élargie de Somorjai sont exterminés.
Il étudie le génie chimique à l’université polytechnique et économique de Budapest en 1956. Participant à la révolution hongroise de 1956, Somorjai quitte la Hongrie pour se rendre aux États-Unis après l'invasion soviétique. Avec d'autres immigrants hongrois, Somorjai s'inscrit à des études supérieures à Berkeley et obtient son doctorat en 1960. Il rejoint l'équipe de recherche d'IBM à Yorktown Heights, New York pendant quelques années, mais retourne à Berkeley en tant que professeur assistant en 1964.

## Recherches en chimie
L’introduction de nouvelles technologies telles que la diffraction électronique à basse énergie révolutionne l’étude des surfaces dans les années 1950 et 1960. Cependant, les premières études se limitent à des surfaces telles que le silicium, important pour ses propriétés électriques. En revanche, Somorjai s’intéresse à des surfaces telles que le Platine, connu pour ses propriétés chimiques.
Somorjai découvre que les défauts sur les surfaces sont le lieu où se produisent les réactions catalytiques. Lorsque ces défauts se brisent, de nouvelles liaisons se forment entre les atomes conduisant à des composés organiques complexes comme le naphta qui peut être transformé en essence par exemple. Ces résultats conduisent à une meilleure compréhension de sujets tels que l’adhésion, la lubrification, la friction et l’adsorption. Ses recherches ont également des implications importantes pour la nanotechnologie.
Dans les années 1990, Somorjai commence à travailler avec le physicien YR Shen sur le développement d'une technique connue sous le nom de spectroscopie de génération de fréquence de somme pour étudier les réactions de surface sans avoir recours à une chambre à vide. Il étudie également les réactions de surface en nanotechnologie aux niveaux atomique et moléculaire en utilisant la microscopie à force atomique et la microscopie à effet tunnel, qui peuvent toutes deux être utilisées sans vide.
Au cours de sa carrière, Somorjai publie plus d'un millier d'articles et trois manuels sur la chimie des surfaces et la catalyse hétérogène.

## Honneurs et récompenses
Gábor A. Somorjai est élu à la National Academy of Sciences en 1979 et à l'Académie américaine des arts et des sciences en 1983. Il reçoit le prix de chimie de la Fondation Wolf en 1998 pour sa contribution à la chimie, partageant cet honneur avec le professeur Gerhard Ertl de l'Institut Fritz-Haber de Berlin. Il reçoit la Médaille nationale des sciences pour sa contribution en tant que chimiste en 2002. L'American Chemical Society lui décerne également le prix Peter Debye en chimie physique et le prix Adamson en chimie des surfaces. En 2004, il remporte la médaille FA Cotton pour l'excellence en recherche chimique de l'American Chemical Society. En 2008, il reçoit la médaille Priestley, la plus haute distinction de l'American Chemical Society, pour ses « contributions extraordinairement créatives et originales à la science des surfaces et à la catalyse ». Il reçoit le prestigieux prix Frontiers of Knowledge Award 2010 de la Fondation BBVA en sciences fondamentales. En outre, il reçoit également en 2010 le Prix ENI Nouvelles Frontières des Hydrocarbures et le Prix Honda. En 2009, Somorjai reçoit la bourse de conférences Reed M. Izatt et James J. Christensen. En 2013, Somorjai reçoit le prix NAS de la National Academy of Sciences en sciences chimiques. En avril 2015, Somorjai reçoit la Médaille William-H.-Nichols de l'American Chemical Society. Plus récemment, en 2023, Somorjai reçoit le Prix Enrico-Fermi avec Darleane C. Hoffman.
Le prix Gabor A. Somorjai pour la recherche créative en catalyse, composé de 5 000 $ US et d'un certificat, est décerné chaque année pour récompenser des recherches exceptionnelles dans le domaine de la catalyse. Le prix est parrainé par le Fonds de dotation Gabor A. et Judith K. Somorjai.
Créé en 2011, le Gabor A. et Judith K. Somorjai Visiting Miller Professorship Award est l'un des programmes du Miller Institute for Basic Research in Science de l'université de Californie à Berkeley. Le souhait des Somorjais lors de la création de ce prix est de soutenir des scientifiques invités dans le vaste domaine des sciences chimiques pour un séjour d'un trimestre à l'Institut Miller.